# Clarissa Explains It All
Clarissa Explains It All (Clarissa lo explica todo) es una comedia televisiva creada por Mitchell Kriegman en 1991 que tuvo 65 episodios durante 5 temporadas emitidas por Nickelodeon. En la serie, Clarissa es una joven que habla con el público y describe lo que está pasando en su vida, pues debe lidiar con los típicos problemas preadolescentes como la escuela, chicos, conseguir una licencia de conducir, problemas de acné, y un molesto hermano pequeño. La serie fue la primera serie de televisión para identificar a la audiencia preadolescente y la primera en tener como protagonista a una chica. Tuvo un formato que luego fue seguido por muchas series adolescentes. Si bien la protagonista es una chica adolescente, los productores crearon la serie para que pueda ser igualmente disfrutada por ambos sexos. Fue emitida los domingos a las 6:30 p. m./5:30c por Nickelodeon.

## Trama
La serie, dirigida a un público infantil pero también adolescente, trataba sobre la familia Darling: Marshall (padre), Janet (madre), Clarissa (hermana mayor) y Ferguson (hermano menor) , en donde se desarrollaba la vida de Clarissa, quien explicaba a los televidentes lo que le pasaba en una situación cotidiana y cómo se iba solucionando. Para ello apelaba a diagramas, computadoras, boletines de noticias, que hacían realmente divertida la serie. Clarissa tiene una mascota, un bebé caimán llamado Elvis el cual mantiene en una caja de arena en la esquina izquierda de su habitación. Elvis estuvo sólo en algunos episodios de la primera temporada.
El principal problema de Clarissa era su hermano Ferguson, quien se oponía a sus ideas y metas de una manera realmente fastidiosa, y era de por sí bastante odioso. 
Sam era el mejor amigo de Clarissa, es el vecino que siempre entra por la ventana usando la escalera, y a quien le cuenta todos sus problemas. La relación entre ambos fue algo nuevo en televisión, ya que no muchas series mostraban una relación solo de amistad entre un chico y una chica, ignorando una naciente relación sentimental.
Clarissa acaba siendo estudiante de periodismo luego de pasar todos los avatares conociendo cual era su vocación (como la de pasar un día siendo ayudante del papá de Sam, un desordenado periodista deportivo). 
La serie iba a continuar, incluso se grabó un programa piloto en el que Clarissa iba a estudiar en la universidad, pero no prosperó. 
El programa duró cuatro temporadas, con 65 capítulos emitidos (13 en la primera, 17 en la segunda, 24 en la tercera y 11 en la cuarta).

## Personajes
- Clarissa Marie Darling (Melissa Joan Hart) – Es el personaje principal del programa. Ella es una adolescente inteligente, optimista, sarcástica, ingeniosa y realista. Toda la serie se desarrolla desde su particular mirada (excluyendo el episodio "Ferguson Explains It All"). A pesar de su racionalismo, a menudo tiende a exagerar cada problema que está enfrentando. Ella tenía aproximadamente 14 años cuando la serie comenzó y cursaba el noveno grado en la Thomas Tupper High. Al final de la serie, tenía aproximadamente 18 años y cursaba el último año de preparatoria. También cree en los ovnis. Es conocida por sus referencias a la cultura popular y muchas secuencias de sueño surreales. Ella es bella y popular y generalmente agrada mucho a sus compañeros y sus intereses incluyen fotografía, periodismo, y escuchar música rock. También ha tenido una giratoria puerta de amigos y novios a través de la serie. Aunque normalmente sea amable, puede ser tan egoísta y calculadora como su hermano menor Ferguson. Es conocida por su único sentido de la moda. A menudo colorida y dispareja, es similar a Blossom Russo y Lisa Turtle. Ella habla en un dialecto menor de chica cursi lo que fue abandonado en las temporadas posteriores. También lo notable de Clarissa es su amor hacia la música. En el primer episodio, ella declara que le encanta John Linnell de They Might Be Giants. A ello se suma pósteres de ellos incluidos prominentemente en su dormitorio. En un episodio posterior, menciona que es fanática de Pearl Jam y está tratando de escabullirse de una fiesta familiar para ir a su concierto. En el mismo episodio, Marshall menciona que es un fanático de Vanilla Fudge, quienes también se presentan en el concierto. Otro episodio tuvo a Sam defendiendo a la banda The Violent Femmes de sus padres, explicando que no son ni violentos ni féminas. También aparecieron en la serie posterior de Hart, Sabrina, the Teenage Witch, usándose el mismo argumento para defenderlos. En otro episodio, menciona su colección de contrabando de Jethro Tull. Una línea de la canción de INXS  "Suicide Blonde" fue cantada por Ferguson mientras escuchaba música con auriculares en el episodio de 1991 "Clarissa News Networks". Resaltando el amor por la música del personaje, Hart grabó un CD, dentro del personaje, titulado "This is What Na-Na Means." Fue lanzado en 1994 y acreditado a "Clarissa and the Straightjackets".

- Ferguson W. Darling (Jason Zimbler) (nacido el 13 de febrero, de acuerdo al episodio "Class Picture") – El hermano menor de Clarissa, un odioso pelirrojo que tiene como primer nombre el apellido de soltera de su madre. Él y Clarissa constantemente se causan hostilidad el uno contra el otro. Ella se refiere a él con muchos epítetos como "Fergusano", "Fergunerd", "Fergomina" o "Fergualiento". Le encanta el dinero y se le ocurren planes para volverse rápidamente rico. También es un joven republicano que admira a Dan Quayle y Ronald Reagan. Va a la escuela con su hermana y es más o menos dos años menor que ella. A pesar de su rivalidad, ocasionalmente colaboran entre sí, normalmente para ventaja de ambos. A diferencia de ella, sin embargo, no parece ser muy popular en la escuela.

- Sam Anders (Sean O'Neal) – El mejor amigo de Clarissa y su confidente. En cada episodio Sam y Clarissa se cuentan entre sí los problemas y conflictos de cada uno y muchas veces tratan de idear un plan para solucionarlo. Él es considerado más optimista y animado que ella. Es conocido por decir "¿Qué es lo peor que puede ocurrir?" normalmente para evadir cualquier escenario del peor de los casos en los que Clarissa puede meterse. Él es amable, cortés, buen amigo y disfruta hacer surf y skateboarding. Normalmente entra al dormitorio de Clarissa con una escalera mientras un distintiva acorde de guitarra eléctrica es reproducido cada vez que él está por entrar. En el piloto, se dice que su padre es soltero. Se desconoce qué le pasó a su madre, aunque en el episodio de la tercera temporada "Sam's SwanSong" se revela que su madre es una reina de roller derby.

- Janet Ferguson-Darling (Elizabeth Hess) – La madre de la familia. Es la única persona a la que Clarissa ve como la voz de la razón y con ello, busca consejo de ella. Ella es una maestra certificada, trabaja en un museo para niños, es una medioambientalista, y una entusiasta de la comida orgánica que cocina muchas comidas estrafalarias y sin sabor para descontento de su familia.

- Marshall Darling (Joe O'Connor) – El padre de la familia. Él es un arquitecto que diseña edificios de las formas más raras, mayormente al por menor y como atracciones turísticas (como la "Torre Fryfel"). Clarissa también le pide consejo, pero él es menos comprensivo que Janet. Tanto él como Janet fueron pacifistas de los años 60. Normalmente llama a Clarissa "campeona", muy raramente llamándola por su nombre.

### Personajes eventuales
- Hillary O'Keefe (Sara Burkhardt) – La otra amiga cercana de Clarissa en Thomas Tupper High, quien aparece mayormente en la segunda temporada.

- Olivia DuPris (Nicole Leach) – Otra de los amigos de Clarissa en Thomas Tupper High, quien aparece en la cuarta temporada.

- Clifford Spleenhurfer (David Eck) – Al principio, él era un bravucón que acosaba a Ferguson en un episodio de la primera temporada. Sin embargo, cuando Clarissa lo confronta, él hizo un avance con ella lo que al principio ella rechazó. Luego ella cambia sus sentimientos y comienzan una relación que inexplicablemente termina en un punto de la cuarta temporada.

- Debbie Anders (Susan Greenhill) – La separada madre de Sam quien es poco convencional (a menudo está en el camino viajando con un equipo de Roller derby) y está separada de su padre. Aparece en el episodio "Sam's Swan Song" donde ella trata de tomar su custodia y que él se mude a Seattle. Aparece de nuevo en "A Tale of Two Moms" donde ella se queda con los Darling y se vuelve una carga.

- Tía Mafalda (Heather MacRae) – La tía canadiense de Clarissa a quien ella no puede soportar y trata de deshacerse de ella en los episodios "Haunted House" y "Return of Mafalda".

- Los Soaperstein – Los vecinos de los Darling. Ellos son gente educada y amable. Son personajes no vistos que son nombrados constantemente. En el episodio Babysitting, se ve, por primera vez y solamente, a la Señora Soaperstein y a su consentida hija Elsie (Michelle Trachtenberg), quien es una niña malcriada, pero sus padres no lo saben. Clarissa siempre la cuida, cada vez que los padres de Elsita, cumplen un año más de casados.

- Elise Quackenbush (Cassidy Rae) – Una chica preciosa y alegre quien aparece en el episodio "Sam in Love", donde ella era el objeto de su cariño. Cansada de su vacilación, Clarissa lo alienta a pedirle que salgan. Entonces comiencan una buena relación, lo que resulta en que ellos pasan tanto tiempo juntos que se hartan el uno del otro y culpan a Clarissa de haberlos juntados en primer lugar.

- Paulie Slicksinger (James Van Der Beek) – El atractivo baterista que Clarissa conoce en una fiesta en el episodio "Alter-Ego", mientras ella está disfrazada como "Jade", su alter ego con estilo de punk rock con un acento de Long Island. Debido a que él estaba tan fascinado por Jade, Clarissa se niega a revelarse a sí misma por el miedo a ser rechazada. Al final, ella se ve bajo presión y admite que Jade era una actuación. Él queda perplejo pero está alagado porque ella pasara por todo eso.

## Contexto
La serie fue filmada de principio a fin en Nickelodeon Studios en Orlando, Florida. Tuvo un enorme éxito, generando algunos de lo más altos índices de audiencia para una producción de televisión por cable. 
A pesar de tener una reputación de ser una serie inocente, Clarissa probablemente empujó algunas barreras que existían en ese tiempo, al hacer algunas referencias al sexo y fiestas adolescentes. También se destaca en el retrato de Clarissa como una joven independiente y de pensamiento libre. En un episodio, Clarissa accidentalmente roba ropa interior. También fue una de las pocas series de Nickelodeon en decir palabras como infierno y sexo en pantalla. El primer episodio muestra la intención de Clarissa de "asesinar" a Ferguson (como ella misma lo señala al principio), tema que nunca más se ha repetido en televisión para niños. Aunque al final se trató de un travieso intento de usar globos de helio para vengarse de su hermano por haberla avergonzado en la escuela, de todas formas mostró el problema de la enemistad entre hermanos.
El único tema del show era cantado por la cantante/comediante/actriz/escritora Rachel Sweet. La canción consiste completamente de "Na, na, na-na-na, na-na-na-na, na-na", seguido ocasionalmente de "Way cool!" o "All right! All right!", terminando con "Just do it!".
El show fue la primera serie de Nickelodeon en tener una protagonista femenina, lo cual dio pie al canal para crear otros shows como El Mundo Secreto de Alex Mack, The Mystery Files of Shelby Woo, El Show de Amanda, Taina, y más recientemente Unfabulous, Zoey 101, iCarly, True Jackson, VP, Victorious, How to Rock y Bella and the Bulldogs, además de películas como Harriet the Spy. Inclusos se piensa que Clarissa explains it all es la primera serie en la historia protagonizada por una mujer muy joven.

## Reparto
| Personaje             | Actor Original (EE. UU.) | Actor de voz (España)   | Actor de voz (Latinoamérica)                       | Actor de voz (España - redoblaje) |
| --------------------- | ------------------------ | ----------------------- | -------------------------------------------------- | --------------------------------- |
| Clarissa Darling      | Melissa Joan Hart        | Sandra Jara             | Vanessa Acosta Xóchitl Ugarte (últimos cap.)       | Adelaida López                    |
| Ferguson Darling      | Jason Zimbler            | Sara Vivas              | Gabriela Willert Luis Daniel Ramírez (adolescente) | Blanca Rada                       |
| Janet Darling         | Elizabeth Hess           | María Antonia Rodríguez | Fernanda Tapia                                     | Gemma Martín                      |
| Marshall Darling      | Joe O'Connor             | Fernando de Luis        | César Izaguirre                                    | Miguel Ayones                     |
| Sam Anders            | Sean O'Neal              | Javier Balas            | Humberto Ramírez                                   |                                   |
| Hillary               | Sara Burkhardt           |                         |                                                    |                                   |
| Clifford Spleenhurfer | David Eck                |                         |                                                    |                                   |
| Peligrosa Debbie      | Susan Greenhill          |                         | Magda Giner                                        |                                   |
| Olivia DuPris         | Nicole Leach             |                         | Diana Pérez                                        |                                   |
| Tía Mafalda           | Heather MacRae           |                         |                                                    |                                   |
| Dr. Festerspoon       | Bob Noble                |                         |                                                    |                                   |

## Premios
En 1994, la serie fue nominada para un premio Emmy por Destacado Programa Infantil. Además, Melissa Joan Hart, Sean O'Neal, y Jason Zimbler recibieron muchas nominaciones al Young Artists Award. Melissa ganó tres por su papel en Clarissa.

## Lanzamiento en videos caseros
A lo largo de la década de 1990 una serie de cintas de VHS fueron liberados a través de Sony Wonder cada uno conteniendo 2 o 3 episodios, por lo general en torno a un tema determinado, como la escuela, las citas, la rivalidad entre hermanos, etc.
En mayo de 2005, la primera temporada de la serie fue lanzado en DVD como parte de la Rewind Colección Nickelodeon por la empresa matriz de Nickelodeon, Paramount Pictures. La segunda temporada fue programado para ser lanzado unos meses más tarde, pero fue retirado de Paramount Pictures 'la salida al mercado poco después de la fusión de la compañía con DreamWorks. A la fecha, no hay planes para lanzar la nueva serie en DVD.
La primera temporada está actualmente disponible en DVD, iTunes, Xbox Live y la PlayStation Store.

## Remakecancelado
La serie de Las historias de Clarissa, iba a tener una continuación que se llamaría Clarissa Now en el que Clarissa iría a la universidad a hacerse periodista. El piloto fue grabado para CBS en 1995. Sin embargo, no llegó a realizarse la serie.

## Retransmisión
Primero de 1996 al 2001 por Nickelodeon Latinoamérica.
Nickelodeon reemitió la serie en su bloque de Nick at Nite a partir de febrero del 2008 (aunque en septiembre de 2007, fue emitida en ese bloque durante 1 semana como parte de un especial) y hasta el 28 de junio de 2009. A partir del 3 de julio, la serie se dejó de emitir debido al estreno del bloque de Nick Hits que reemplazó a Nick at Nite los fines de semana.
Antes de su reemisión en Nick at Nite, fue emitida el 26 de diciembre de 2006 durante el especial de 10 años de Nickelodeon Latinoamérica luego de más de 1 año sin ser emitida, anteriormente también fue emitida un año antes el 22 de agosto de 2005 en el especial "Túnel del Tiempo".
Para el 13 de julio del 2017 fue incluida en la segunda votación de Nick Retro 20 años durante el especial de 20 años de Nickelodeon Latinoamérica luego de más de 7 años sin ser emitida, sin embargo, perdió contra Big Time Rush al igual que otras series como La vida moderna de Rocko y Aaahh!!! Monstruos de verdad, y por lo tanto la serie no pudo ser emitida nuevamente tras 8 años de su última transmisión en Latinoamérica a través del bloque Nick at Nite.